# Hilarempis fulva
Hilarempis fulva är en tvåvingeart som först beskrevs av Philippi 1865.  Hilarempis fulva ingår i släktet Hilarempis och familjen dansflugor. Inga underarter finns listade i Catalogue of Life.